# Léo Llong
Pas d'image ? Cliquez ici

a Compétitions nationales et continentales officielles uniquement.

Léo Llong , né le 22 août 2001 à Perpignan, est un joueur de rugby à XIII français Formé à Ille XIII évoluant au poste de deuxième ligne et Talonneur
Il dispute ses premières rencontres avec  Saint-Estève XIII Catalan en Championnat de France lors de la saison 2018-2019. Il joue sa première rencontre en Super League le 2 septembre 2022 avec les Dragons Catalans contre Wigan où une dizaine de jeunes français y font leurs débuts.

## Palmarès

### En club
| Saison    | Club                      | Compétition           | Matchs | Points | Essais | Buts | Drop |
| --------- | ------------------------- | --------------------- | ------ | ------ | ------ | ---- | ---- |
| 2020-2021 | Saint-Estève XIII Catalan | Championnat de France | 10     | 12     | 3      | -    | -    |
| 2021-2022 | Saint-Estève XIII Catalan | Championnat de France | 10     | -      | -      | -    | -    |
| 2022      | Dragons Catalans          | Super League          | 1      | -      | -      | -    | -    |